# Христос із безодні

Статуя, Бухта Сан-Фрутозо

«Христос з Безодні» (італ. Il Cristo degli Abissi) — назва статуї Ісуса Христа, що знаходиться на дні моря, в бухті Сан-Фруттуозо (італ. San Fruttuoso, неподалік від Генуї, історична область Лігурія). У водах Італійської Рів'єри. Статуя заввишки близько 2,5 метрів була встановлена 22 серпня 1954 на 17-метровій глибині. Крім того, в різних частинах світу знаходиться кілька аналогічних статуй (як копій первісної, так і варіацій на її тему), також носять ім'я «Христос з Безодні».

## Оригінальна скульптура
Ідея створення підводного скульптури Спасителя вперше прийшла в голову італійському дайверу Дуілію Маркант (італ. Duilio Marcante) під час підводної медитації. Крім чисто релігійних аспектів, Меркант також хотів таким чином увічнити пам'ять іншого дайвера, Dario Gonzatti (фр. Dario Gonzatti), першого італійця-аквалангіста, який загинув на цьому місці в 1947 році.
Бронзова статуя Христа була виконана скульптором Guido Galletti (фр. Guido Galletti). Висота її становить близько 2,5 метрів. Особа Спасителя звернено вгору, до поверхні моря і неба над ним; до поверхні спрямовані і підняті руки.
Статуя є досить популярним об'єктом серед дайверів. Цьому сприяє також виняткова прозорість води в бухті Сан-Фруттуозо. У 2003 році статуя, за 50 років під водою заросла водоростями і лишилася частини руки від невдало кинутого якоря, була витягнута з води, очищена і відреставрована, а на дні був споруджений новий постамент. 17 липня 2004 статуя була встановлена на колишньому місці.

## Копії та варіації

Копія статуї (Кі-Ларго, штат Флорида)

Існує дві копії оригінальної скульптури «Христос з Безодні», вилиті в тій же формі. Перша знаходиться на узбережжі міста Сент-Джорджес, столиці Гренади, острівної держави на південному сході Карибського моря. Статуя була принесена місту в дар Генуезькою морехідної компанією Costa Line за допомогу, надану жителями Гренади в справі порятунку пасажирів і екіпажу італійського судна «Бьянка C», що згорів в порту Сент-Джорджес 24 жовтня 1961. Спочатку скульптура була поміщена під воду, проте згодом витягнута на поверхню і встановлена на міській набережній.
Другу копію «Христа з Безодні» італійські дайвери в 1962 році піднесли в дар Американському підводному суспільству. 25 серпня 1965 скульптура була встановлена на глибині близько 8 метрів у водах місцевості Кі-Ларго, штат Флорида, в районі підводного коралового рифу Dry Rocks.
У 1993 році в ливарному цеху, де колись виготовлялися статуї, була виявлена вихідна глиняна статуя, щоправда, без рук. Нині ця статуя, з відреставрованими руками, експонується в Національному музеї підводного плавання в Равенні, Італія.
Схожа по загальній ідеї і зовнішньому вигляду підводний 13-тонна бетонна скульптура Христа (мальт. Kristu L-Bahhar) знаходиться на дні моря неподалік від островів Святого Павла Мальтійського архіпелагу. Статуя була встановлена в 1990 році на честь відвідин островів Папою Римським Іоаном Павлом II. Спочатку статуя перебувала на глибині близько 38 метрів, але в 2000 році була переміщена на нове, значно більш мілке — близько 10 метрів — місце. Пов'язано це було з погіршенням якості води, що зробило освітленість на 38-метровій глибині занадто низькою і не дозволяло аквалангістам відвідувати статую.

## Відео
- Christ of the Abyss Christ of the Deep underwater statue [Архівовано 14 грудня 2014 у Wayback Machine.]